# .an
.an (Antilhas Neerlandesas) é o código TLD (ccTLD) da Internet para as Antilhas Neerlandesas e é administrado pela Universidade das Antilhas Holandesas.
Como as Antilhas Neerlandesas foram dissolvidas em 10 de Outubro de 2010, o futuro do domínio de topo .an é incerto. Existe, entretanto, 800 domínios registrado com .an (diretamente, ou como terceiro nível).